# La Source (album de 1995)
Pour les articles homonymes, voir La Source.
Albums de 1995
La Suite
(2012)
La Source est le premier EP autoproduit du groupe de rap français 1995.
Il aurait initialement dû sortir sur le label KDBZik créé par les rappeurs Zoxea et Melopheelo, mais le groupe a refusé à la suite de divergences avec la maison d'édition.
Avant cette mésentente, Zoxea avait enregistré un couplet sur le morceau À Chaque Ligne, qui a été conservé lors de la sortie de l'EP. Son nom sur la pochette de l'album a cependant été orthographié Zoxeakopat.

## Liste des titres
| # | Titre                 | Featuring | Beatmaker  | Samples                                                                                             | Durée |
| - | --------------------- | --------- | ---------- | --------------------------------------------------------------------------------------------------- | ----- |
| 1 | La Source             | ——        | Juliano    | - I Love The Way You Love par The Chosen Few - Intro par Keith Murray - Runnin par The Pharcyde     | 5:17  |
| 2 | La Flemme             | ——        | Juliano    | - LSD Partie par Roland Vincent                                                                     | 4:18  |
| 3 | Laisser Une Empreinte | ——        | Juliano    | - Sûr de rien par Shurik'N                                                                          | 4:59  |
| 4 | Milliardaire !        | ——        | DJ Lo'     | - Everything Good To You Ain't Always Good For You par B.T Express                                  | 4:16  |
| 5 | À Chaque Ligne        | Zoxea     | Juliano    | - Wayward Dream par Annette Poindexter & Pieces Of Peace                                            | 3:42  |
| 6 | Reflexxxion           | ——        | Fonky Flav | - Litanies pour un retour par Jacques Brel - L'enfer par IAM - Entrer dans la légende par Akhenaton | 3:45  |
| 7 | TIP                   | ——        | Juliano    | ——                                                                                                  | 3:48  |
| 8 | Je brille             | Sabrina   | Jimmy Whoo | - Shine par Afterlife et Cathy Battistessa                                                          | 4:58  |

## Clips
- 21 juin 2011 : La source (Réalisé par Syrine Boulanouar, Pablo Bourriot & Antoine Durand pour Le Garage)
- 9 septembre 2011 : La flemme (Réalisé par Syrine Boulanouar pour le Garage)

## Promotion et médiatisation
La promotion de La Source s'est faite principalement par le biais d'Internet, grâce aux sites de partage de vidéos et aux réseaux sociaux. Une tournée est également organisée par le groupe pour accompagner cette sortie, avec notamment un passage au Bataclan. 

## Classements
Classés pendant quatre semaines dans le Top Albums France. Cet EP est entré dès sa première semaine de sortie 7e dans le classement des ventes digitales d'albums en France et 23e au classement des ventes physiques.